# تیمولول
تیمولول (به انگلیسی: Timolol)
رده درمانی: بتابلاکرها
اشکال دارویی: قطره

## موارد مصرف
قطره چشمی تیمولول اصولاً جهت درمان انواع گلوکوم بکار میرود.

## مکانیسم اثر
تیمولول از گروه بتابلاکرها است. مکانیسم اصلی تیمولول گیرنده‌های بتاآدرنرژیک را بلوک می‌کند و تولید مایع را در چشم کاهش می‌دهد.

## عوارض جانبی
عوارضی مانند تهوع، سرگیجه، خستگی، کاهش فشار خون، ضایعات جلدی و به ندرت تنگی نفس نیز ممکن است بروز کند.
در صورت عملکرد صحیح سیستم اشکی، حدود ۸۰٪ قطره تیمولول از مخاط بینی جذب عروق خونی می‌شود و عوارض سیستمیک بروز می‌نماید.